# Médiation économique
La Médiation économique, incluant la médiation commerciale et, par une certaine mesure, la médiation consumériste et la médiation bancaire, est une application de la médiation dans les relations financières. Elle fait généralement partie des applications conventionnelles de la médiation (champ civil du droit).

## Contexte d'intervention en médiation économique
Le médiateur est appelé à intervenir :
- pour aider des partenaires professionnels à trouver une solution à une situation en passe de devenir conflictuel ou déjà devenue conflictuelle :

1. associés,
2. clients-fournisseurs
3. concurrence / respect de l'image (marque...)

- pour aider un particulier dans le cadre de la négociation de ses dettes (médiation consumériste).

Si la médiation est sollicitée en cours de procédure judiciaire (devant le tribunal de commerce), la médiation, conservant son caractère évidemment économique, est considérée comme toute autre médiation en cours de procédure, c’est-à-dire une médiation judiciaire.
En théorie, la nature de la relation est fondée sur un rapport d'intérêts financiers lesquels font l'objet du différend. En pratique, la dégradation de la relation économique peut avoir provoqué des réactions affectives qui auraient rendu plus complexe le dénouement du différend.

## Le rôle du médiateur
- apaiser les relations
- conduire les débats dans un climet de sérénité
- faciliter une négociation - laquelle peut déboucher sur une rupture ou le rétablissement d'un nouveau partenariat
- accompagner la rédaction d'un accord qui pourra rester dans le champ contractuel privé ou faire l'objet d'une validation par un juriste (avocat, notaire) ou d'une homologation par un juge.

## Source
- site d'information sur la médiation